# Huntsville (Missouri)
Huntsville – miasto w Stanach Zjednoczonych, w stanie Missouri, siedziba administracyjna hrabstwa Randolph.